# Gareth Prothero
Pas d'image ? Cliquez ici

a Compétitions nationales et continentales officielles uniquement.

b Matchs officiels uniquement.
Gareth John Prothero, né le 7 décembre 1941 à Beddau, est un joueur de rugby à XV qui a joué avec l'équipe du pays de Galles évoluant au poste de troisième ligne aile. 

## Carrière
Il dispute son premier test match le 1er février 1964 contre l'équipe d'Écosse, et son dernier test match contre l'équipe de France le 26 mars 1966. Il est sélectionné avec les Lions britanniques pour faire la tournée 1966 mais ne il dispute aucun des test matchs. Il joue en club avec le Bridgend RFC.

## Palmarès
- Vainqueur du Tournoi des Cinq Nations en 1964 (partagée) et 1965

## Statistiques en équipe nationale
- 11 sélections (+ 1 non officielle)
- 3 points (1 essai)
- Sélections par année : 3 en 1964, 4 en 1965, 4 en 1966
- Tournois des Cinq Nations disputés : 1964, 1965, 1966